# Ligue des champions féminine de l'UEFA 2016-2017
Navigation
Édition précédente Édition suivante
La Ligue des champions féminine de l'UEFA 2016-2017 est la seizième édition de la plus importante compétition inter-clubs européenne de football féminin. 
Elle se déroule lors de la saison 2016-2017 et oppose les vainqueurs des différents championnats européens de la saison précédente ainsi que les dauphins des douze meilleurs championnats.
La finale se déroule le 1er juin 2017 au Cardiff City Stadium au pays de Galles.

## Participants
Le schéma de qualification de la Ligue des champions féminine de l'UEFA 2016-2017 est le suivant :
- les onze meilleures associations les mieux classées au coefficient UEFA à l'issue de la saison 2015-2016 ont leurs clubs champion et vice-champion qualifiés directement pour les seizièmes de finale,
- la douzième association au coefficient UEFA a uniquement son club champion qualifié directement pour les seizièmes de finale,
- les trente-six autres associations passent par une phase de qualification pour rejoindre les autres équipes.

Cette édition compte 59 clubs participants, un record dans l'histoire de la compétition.
| Seizièmes de finale | Seizièmes de finale | Seizièmes de finale | Seizièmes de finale | Seizièmes de finale | Seizièmes de finale | Seizièmes de finale | Seizièmes de finale | Seizièmes de finale | Seizièmes de finale | Seizièmes de finale | Seizièmes de finale | Seizièmes de finale | Seizièmes de finale | Seizièmes de finale | Seizièmes de finale |
| --- | --- | --- | --- | --- | --- | --- | --- | --- | --- | --- | --- | --- | --- | --- | --- |
| - Bayern Munich Champion d'Allemagne 2015-2016 - VfL Wolfsbourg Vice-champion d'Allemagne 2015-2016 - Olympique lyonnais Champion de France 2015-2016 - Paris SG Vice-champion de France 2015-2016 - FC Rosengård Champion de Suède 2015 - Eskilstuna United DFF Vice-champion de Suède 2015 - Chelsea LFC Champion d'Angleterre 2015. - Manchester City WFC Vice-champion d'Angleterre 2015. - Zvezda 2005 Champion de Russie 2015 - WFC Rossiyanka Vice-champion de Russie 2015 - Athletic Bilbao Champion d'Espagne 2015-2016 - FC Barcelone Vice-champion d'Espagne 2015-2016 | - Bayern Munich Champion d'Allemagne 2015-2016 - VfL Wolfsbourg Vice-champion d'Allemagne 2015-2016 - Olympique lyonnais Champion de France 2015-2016 - Paris SG Vice-champion de France 2015-2016 - FC Rosengård Champion de Suède 2015 - Eskilstuna United DFF Vice-champion de Suède 2015 - Chelsea LFC Champion d'Angleterre 2015. - Manchester City WFC Vice-champion d'Angleterre 2015. - Zvezda 2005 Champion de Russie 2015 - WFC Rossiyanka Vice-champion de Russie 2015 - Athletic Bilbao Champion d'Espagne 2015-2016 - FC Barcelone Vice-champion d'Espagne 2015-2016 | - Bayern Munich Champion d'Allemagne 2015-2016 - VfL Wolfsbourg Vice-champion d'Allemagne 2015-2016 - Olympique lyonnais Champion de France 2015-2016 - Paris SG Vice-champion de France 2015-2016 - FC Rosengård Champion de Suède 2015 - Eskilstuna United DFF Vice-champion de Suède 2015 - Chelsea LFC Champion d'Angleterre 2015. - Manchester City WFC Vice-champion d'Angleterre 2015. - Zvezda 2005 Champion de Russie 2015 - WFC Rossiyanka Vice-champion de Russie 2015 - Athletic Bilbao Champion d'Espagne 2015-2016 - FC Barcelone Vice-champion d'Espagne 2015-2016 | - Bayern Munich Champion d'Allemagne 2015-2016 - VfL Wolfsbourg Vice-champion d'Allemagne 2015-2016 - Olympique lyonnais Champion de France 2015-2016 - Paris SG Vice-champion de France 2015-2016 - FC Rosengård Champion de Suède 2015 - Eskilstuna United DFF Vice-champion de Suède 2015 - Chelsea LFC Champion d'Angleterre 2015. - Manchester City WFC Vice-champion d'Angleterre 2015. - Zvezda 2005 Champion de Russie 2015 - WFC Rossiyanka Vice-champion de Russie 2015 - Athletic Bilbao Champion d'Espagne 2015-2016 - FC Barcelone Vice-champion d'Espagne 2015-2016 | - Bayern Munich Champion d'Allemagne 2015-2016 - VfL Wolfsbourg Vice-champion d'Allemagne 2015-2016 - Olympique lyonnais Champion de France 2015-2016 - Paris SG Vice-champion de France 2015-2016 - FC Rosengård Champion de Suède 2015 - Eskilstuna United DFF Vice-champion de Suède 2015 - Chelsea LFC Champion d'Angleterre 2015. - Manchester City WFC Vice-champion d'Angleterre 2015. - Zvezda 2005 Champion de Russie 2015 - WFC Rossiyanka Vice-champion de Russie 2015 - Athletic Bilbao Champion d'Espagne 2015-2016 - FC Barcelone Vice-champion d'Espagne 2015-2016 | - Bayern Munich Champion d'Allemagne 2015-2016 - VfL Wolfsbourg Vice-champion d'Allemagne 2015-2016 - Olympique lyonnais Champion de France 2015-2016 - Paris SG Vice-champion de France 2015-2016 - FC Rosengård Champion de Suède 2015 - Eskilstuna United DFF Vice-champion de Suède 2015 - Chelsea LFC Champion d'Angleterre 2015. - Manchester City WFC Vice-champion d'Angleterre 2015. - Zvezda 2005 Champion de Russie 2015 - WFC Rossiyanka Vice-champion de Russie 2015 - Athletic Bilbao Champion d'Espagne 2015-2016 - FC Barcelone Vice-champion d'Espagne 2015-2016 | - Bayern Munich Champion d'Allemagne 2015-2016 - VfL Wolfsbourg Vice-champion d'Allemagne 2015-2016 - Olympique lyonnais Champion de France 2015-2016 - Paris SG Vice-champion de France 2015-2016 - FC Rosengård Champion de Suède 2015 - Eskilstuna United DFF Vice-champion de Suède 2015 - Chelsea LFC Champion d'Angleterre 2015. - Manchester City WFC Vice-champion d'Angleterre 2015. - Zvezda 2005 Champion de Russie 2015 - WFC Rossiyanka Vice-champion de Russie 2015 - Athletic Bilbao Champion d'Espagne 2015-2016 - FC Barcelone Vice-champion d'Espagne 2015-2016 | - Bayern Munich Champion d'Allemagne 2015-2016 - VfL Wolfsbourg Vice-champion d'Allemagne 2015-2016 - Olympique lyonnais Champion de France 2015-2016 - Paris SG Vice-champion de France 2015-2016 - FC Rosengård Champion de Suède 2015 - Eskilstuna United DFF Vice-champion de Suède 2015 - Chelsea LFC Champion d'Angleterre 2015. - Manchester City WFC Vice-champion d'Angleterre 2015. - Zvezda 2005 Champion de Russie 2015 - WFC Rossiyanka Vice-champion de Russie 2015 - Athletic Bilbao Champion d'Espagne 2015-2016 - FC Barcelone Vice-champion d'Espagne 2015-2016 | - Fortuna Hjørring Champion du Danemark 2015-2016 - Brøndby IF Vice-champion du Danemark 2015-2016 - ACF Brescia Femminile Champion d'Italie 2015-2016 - ASD AGSM Vérone Vice-champion d'Italie 2015-2016 - FSK Sankt Pölten-Spratzern Champion d'Autriche 2015-2016 - Sturm Graz Vice-champion d'Autriche 2015-2016 - Slavia Prague Champion de République tchèque 2015-2016 - Sparta Prague Vice-champion de République tchèque 2015-2016 - Glasgow City LFC Champion d'Écosse 2015 - Hibernian Ladies Vice-champion d'Écosse 2015 - Lillestrøm SK Champion de Norvège 2015 | - Fortuna Hjørring Champion du Danemark 2015-2016 - Brøndby IF Vice-champion du Danemark 2015-2016 - ACF Brescia Femminile Champion d'Italie 2015-2016 - ASD AGSM Vérone Vice-champion d'Italie 2015-2016 - FSK Sankt Pölten-Spratzern Champion d'Autriche 2015-2016 - Sturm Graz Vice-champion d'Autriche 2015-2016 - Slavia Prague Champion de République tchèque 2015-2016 - Sparta Prague Vice-champion de République tchèque 2015-2016 - Glasgow City LFC Champion d'Écosse 2015 - Hibernian Ladies Vice-champion d'Écosse 2015 - Lillestrøm SK Champion de Norvège 2015 | - Fortuna Hjørring Champion du Danemark 2015-2016 - Brøndby IF Vice-champion du Danemark 2015-2016 - ACF Brescia Femminile Champion d'Italie 2015-2016 - ASD AGSM Vérone Vice-champion d'Italie 2015-2016 - FSK Sankt Pölten-Spratzern Champion d'Autriche 2015-2016 - Sturm Graz Vice-champion d'Autriche 2015-2016 - Slavia Prague Champion de République tchèque 2015-2016 - Sparta Prague Vice-champion de République tchèque 2015-2016 - Glasgow City LFC Champion d'Écosse 2015 - Hibernian Ladies Vice-champion d'Écosse 2015 - Lillestrøm SK Champion de Norvège 2015 | - Fortuna Hjørring Champion du Danemark 2015-2016 - Brøndby IF Vice-champion du Danemark 2015-2016 - ACF Brescia Femminile Champion d'Italie 2015-2016 - ASD AGSM Vérone Vice-champion d'Italie 2015-2016 - FSK Sankt Pölten-Spratzern Champion d'Autriche 2015-2016 - Sturm Graz Vice-champion d'Autriche 2015-2016 - Slavia Prague Champion de République tchèque 2015-2016 - Sparta Prague Vice-champion de République tchèque 2015-2016 - Glasgow City LFC Champion d'Écosse 2015 - Hibernian Ladies Vice-champion d'Écosse 2015 - Lillestrøm SK Champion de Norvège 2015 | - Fortuna Hjørring Champion du Danemark 2015-2016 - Brøndby IF Vice-champion du Danemark 2015-2016 - ACF Brescia Femminile Champion d'Italie 2015-2016 - ASD AGSM Vérone Vice-champion d'Italie 2015-2016 - FSK Sankt Pölten-Spratzern Champion d'Autriche 2015-2016 - Sturm Graz Vice-champion d'Autriche 2015-2016 - Slavia Prague Champion de République tchèque 2015-2016 - Sparta Prague Vice-champion de République tchèque 2015-2016 - Glasgow City LFC Champion d'Écosse 2015 - Hibernian Ladies Vice-champion d'Écosse 2015 - Lillestrøm SK Champion de Norvège 2015 | - Fortuna Hjørring Champion du Danemark 2015-2016 - Brøndby IF Vice-champion du Danemark 2015-2016 - ACF Brescia Femminile Champion d'Italie 2015-2016 - ASD AGSM Vérone Vice-champion d'Italie 2015-2016 - FSK Sankt Pölten-Spratzern Champion d'Autriche 2015-2016 - Sturm Graz Vice-champion d'Autriche 2015-2016 - Slavia Prague Champion de République tchèque 2015-2016 - Sparta Prague Vice-champion de République tchèque 2015-2016 - Glasgow City LFC Champion d'Écosse 2015 - Hibernian Ladies Vice-champion d'Écosse 2015 - Lillestrøm SK Champion de Norvège 2015 | - Fortuna Hjørring Champion du Danemark 2015-2016 - Brøndby IF Vice-champion du Danemark 2015-2016 - ACF Brescia Femminile Champion d'Italie 2015-2016 - ASD AGSM Vérone Vice-champion d'Italie 2015-2016 - FSK Sankt Pölten-Spratzern Champion d'Autriche 2015-2016 - Sturm Graz Vice-champion d'Autriche 2015-2016 - Slavia Prague Champion de République tchèque 2015-2016 - Sparta Prague Vice-champion de République tchèque 2015-2016 - Glasgow City LFC Champion d'Écosse 2015 - Hibernian Ladies Vice-champion d'Écosse 2015 - Lillestrøm SK Champion de Norvège 2015 | - Fortuna Hjørring Champion du Danemark 2015-2016 - Brøndby IF Vice-champion du Danemark 2015-2016 - ACF Brescia Femminile Champion d'Italie 2015-2016 - ASD AGSM Vérone Vice-champion d'Italie 2015-2016 - FSK Sankt Pölten-Spratzern Champion d'Autriche 2015-2016 - Sturm Graz Vice-champion d'Autriche 2015-2016 - Slavia Prague Champion de République tchèque 2015-2016 - Sparta Prague Vice-champion de République tchèque 2015-2016 - Glasgow City LFC Champion d'Écosse 2015 - Hibernian Ladies Vice-champion d'Écosse 2015 - Lillestrøm SK Champion de Norvège 2015 |
| Tour de qualification | | | | | | | | | | | | | | | |
| - Avaldsnes IL Vice-champion de Norvège 2015 - FC Zürich Frauen Champion de Suisse 2015-2016 - Apollon Limassol Champion de Chypre 2015-2016 - Medyk Konin Champion de Pologne 2015-2016 - BIIK Kazygurt Champion du Kazakhstan 2015 - FC Twente Champion des Pays-Bas 2015-2016 - Breiðablik Kópavogur Champion d'Islande 2015 - Standard de Liège Champion de Belgique 2015-2016 - Ferencváros TC Champion de Hongrie 2015-2016 - ŽFK Spartak Subotica Champion de Serbie 2015-2016 - CFF Olimpia Cluj-Napoca Champion de Roumanie 2015-2016 - PK-35 Champion de Finlande 2015 - FK Gintra Universitetas Champion de Lituanie 2015 - Wexford Youths WFC Champion d'Irlande 2015-2016 - Konak Belediyespor Champion de Turquie 2015-2016 - Zhytlobud-1 Kharkiv Champion d'Ukraine 2015 - FK Minsk Champion de Biélorussie 2015 - PAOK Salonique Champion de Grèce 2015-2016 | - Avaldsnes IL Vice-champion de Norvège 2015 - FC Zürich Frauen Champion de Suisse 2015-2016 - Apollon Limassol Champion de Chypre 2015-2016 - Medyk Konin Champion de Pologne 2015-2016 - BIIK Kazygurt Champion du Kazakhstan 2015 - FC Twente Champion des Pays-Bas 2015-2016 - Breiðablik Kópavogur Champion d'Islande 2015 - Standard de Liège Champion de Belgique 2015-2016 - Ferencváros TC Champion de Hongrie 2015-2016 - ŽFK Spartak Subotica Champion de Serbie 2015-2016 - CFF Olimpia Cluj-Napoca Champion de Roumanie 2015-2016 - PK-35 Champion de Finlande 2015 - FK Gintra Universitetas Champion de Lituanie 2015 - Wexford Youths WFC Champion d'Irlande 2015-2016 - Konak Belediyespor Champion de Turquie 2015-2016 - Zhytlobud-1 Kharkiv Champion d'Ukraine 2015 - FK Minsk Champion de Biélorussie 2015 - PAOK Salonique Champion de Grèce 2015-2016 | - Avaldsnes IL Vice-champion de Norvège 2015 - FC Zürich Frauen Champion de Suisse 2015-2016 - Apollon Limassol Champion de Chypre 2015-2016 - Medyk Konin Champion de Pologne 2015-2016 - BIIK Kazygurt Champion du Kazakhstan 2015 - FC Twente Champion des Pays-Bas 2015-2016 - Breiðablik Kópavogur Champion d'Islande 2015 - Standard de Liège Champion de Belgique 2015-2016 - Ferencváros TC Champion de Hongrie 2015-2016 - ŽFK Spartak Subotica Champion de Serbie 2015-2016 - CFF Olimpia Cluj-Napoca Champion de Roumanie 2015-2016 - PK-35 Champion de Finlande 2015 - FK Gintra Universitetas Champion de Lituanie 2015 - Wexford Youths WFC Champion d'Irlande 2015-2016 - Konak Belediyespor Champion de Turquie 2015-2016 - Zhytlobud-1 Kharkiv Champion d'Ukraine 2015 - FK Minsk Champion de Biélorussie 2015 - PAOK Salonique Champion de Grèce 2015-2016 | - Avaldsnes IL Vice-champion de Norvège 2015 - FC Zürich Frauen Champion de Suisse 2015-2016 - Apollon Limassol Champion de Chypre 2015-2016 - Medyk Konin Champion de Pologne 2015-2016 - BIIK Kazygurt Champion du Kazakhstan 2015 - FC Twente Champion des Pays-Bas 2015-2016 - Breiðablik Kópavogur Champion d'Islande 2015 - Standard de Liège Champion de Belgique 2015-2016 - Ferencváros TC Champion de Hongrie 2015-2016 - ŽFK Spartak Subotica Champion de Serbie 2015-2016 - CFF Olimpia Cluj-Napoca Champion de Roumanie 2015-2016 - PK-35 Champion de Finlande 2015 - FK Gintra Universitetas Champion de Lituanie 2015 - Wexford Youths WFC Champion d'Irlande 2015-2016 - Konak Belediyespor Champion de Turquie 2015-2016 - Zhytlobud-1 Kharkiv Champion d'Ukraine 2015 - FK Minsk Champion de Biélorussie 2015 - PAOK Salonique Champion de Grèce 2015-2016 | - Avaldsnes IL Vice-champion de Norvège 2015 - FC Zürich Frauen Champion de Suisse 2015-2016 - Apollon Limassol Champion de Chypre 2015-2016 - Medyk Konin Champion de Pologne 2015-2016 - BIIK Kazygurt Champion du Kazakhstan 2015 - FC Twente Champion des Pays-Bas 2015-2016 - Breiðablik Kópavogur Champion d'Islande 2015 - Standard de Liège Champion de Belgique 2015-2016 - Ferencváros TC Champion de Hongrie 2015-2016 - ŽFK Spartak Subotica Champion de Serbie 2015-2016 - CFF Olimpia Cluj-Napoca Champion de Roumanie 2015-2016 - PK-35 Champion de Finlande 2015 - FK Gintra Universitetas Champion de Lituanie 2015 - Wexford Youths WFC Champion d'Irlande 2015-2016 - Konak Belediyespor Champion de Turquie 2015-2016 - Zhytlobud-1 Kharkiv Champion d'Ukraine 2015 - FK Minsk Champion de Biélorussie 2015 - PAOK Salonique Champion de Grèce 2015-2016 | - Avaldsnes IL Vice-champion de Norvège 2015 - FC Zürich Frauen Champion de Suisse 2015-2016 - Apollon Limassol Champion de Chypre 2015-2016 - Medyk Konin Champion de Pologne 2015-2016 - BIIK Kazygurt Champion du Kazakhstan 2015 - FC Twente Champion des Pays-Bas 2015-2016 - Breiðablik Kópavogur Champion d'Islande 2015 - Standard de Liège Champion de Belgique 2015-2016 - Ferencváros TC Champion de Hongrie 2015-2016 - ŽFK Spartak Subotica Champion de Serbie 2015-2016 - CFF Olimpia Cluj-Napoca Champion de Roumanie 2015-2016 - PK-35 Champion de Finlande 2015 - FK Gintra Universitetas Champion de Lituanie 2015 - Wexford Youths WFC Champion d'Irlande 2015-2016 - Konak Belediyespor Champion de Turquie 2015-2016 - Zhytlobud-1 Kharkiv Champion d'Ukraine 2015 - FK Minsk Champion de Biélorussie 2015 - PAOK Salonique Champion de Grèce 2015-2016 | - Avaldsnes IL Vice-champion de Norvège 2015 - FC Zürich Frauen Champion de Suisse 2015-2016 - Apollon Limassol Champion de Chypre 2015-2016 - Medyk Konin Champion de Pologne 2015-2016 - BIIK Kazygurt Champion du Kazakhstan 2015 - FC Twente Champion des Pays-Bas 2015-2016 - Breiðablik Kópavogur Champion d'Islande 2015 - Standard de Liège Champion de Belgique 2015-2016 - Ferencváros TC Champion de Hongrie 2015-2016 - ŽFK Spartak Subotica Champion de Serbie 2015-2016 - CFF Olimpia Cluj-Napoca Champion de Roumanie 2015-2016 - PK-35 Champion de Finlande 2015 - FK Gintra Universitetas Champion de Lituanie 2015 - Wexford Youths WFC Champion d'Irlande 2015-2016 - Konak Belediyespor Champion de Turquie 2015-2016 - Zhytlobud-1 Kharkiv Champion d'Ukraine 2015 - FK Minsk Champion de Biélorussie 2015 - PAOK Salonique Champion de Grèce 2015-2016 | - Avaldsnes IL Vice-champion de Norvège 2015 - FC Zürich Frauen Champion de Suisse 2015-2016 - Apollon Limassol Champion de Chypre 2015-2016 - Medyk Konin Champion de Pologne 2015-2016 - BIIK Kazygurt Champion du Kazakhstan 2015 - FC Twente Champion des Pays-Bas 2015-2016 - Breiðablik Kópavogur Champion d'Islande 2015 - Standard de Liège Champion de Belgique 2015-2016 - Ferencváros TC Champion de Hongrie 2015-2016 - ŽFK Spartak Subotica Champion de Serbie 2015-2016 - CFF Olimpia Cluj-Napoca Champion de Roumanie 2015-2016 - PK-35 Champion de Finlande 2015 - FK Gintra Universitetas Champion de Lituanie 2015 - Wexford Youths WFC Champion d'Irlande 2015-2016 - Konak Belediyespor Champion de Turquie 2015-2016 - Zhytlobud-1 Kharkiv Champion d'Ukraine 2015 - FK Minsk Champion de Biélorussie 2015 - PAOK Salonique Champion de Grèce 2015-2016 | - ŽNK Pomurje Champion de Slovénie 2015-2016 - CF Benfica Champion du Portugal 2015-2016 - ŽNK SFK 2000 Sarajevo Champion de Bosnie-Herzégovine 2015-2016 - ŽNK Osijek Champion de Croatie 2015-2016 - FC Ramat Ha-Sharon Champion d'Israël 2015-2016 - FC NSA Sofia Champion de Bulgarie 2015-2016 - ŠK Slovan Bratislava Champion de Slovaquie 2015-2016 - Pärnu JK Champion d'Estonie 2015 - KÍ Klaksvík Champion des Îles Féroé 2015 - Cardiff Met ALFC Champion du pays de Galles 2015-2016 - ŽFK Dragon 2014 Champion de Macédoine 2015-2016 - Newry City LFC Champion d'Irlande du Nord 2015 - KF Vllaznia Shkodër Champion d'Albanie 2015-2016 - ŽFK Breznica Champion du Monténégro 2015-2016 - ARF Criuleni Champion de Moldavie 2015-2016 - Hibernians FC Champion de Malte 2015-2016 - Rīgas FS Champion de Lettonie 2015 - KF Hajvalia Champion du Kosovo 2015-2016 | - ŽNK Pomurje Champion de Slovénie 2015-2016 - CF Benfica Champion du Portugal 2015-2016 - ŽNK SFK 2000 Sarajevo Champion de Bosnie-Herzégovine 2015-2016 - ŽNK Osijek Champion de Croatie 2015-2016 - FC Ramat Ha-Sharon Champion d'Israël 2015-2016 - FC NSA Sofia Champion de Bulgarie 2015-2016 - ŠK Slovan Bratislava Champion de Slovaquie 2015-2016 - Pärnu JK Champion d'Estonie 2015 - KÍ Klaksvík Champion des Îles Féroé 2015 - Cardiff Met ALFC Champion du pays de Galles 2015-2016 - ŽFK Dragon 2014 Champion de Macédoine 2015-2016 - Newry City LFC Champion d'Irlande du Nord 2015 - KF Vllaznia Shkodër Champion d'Albanie 2015-2016 - ŽFK Breznica Champion du Monténégro 2015-2016 - ARF Criuleni Champion de Moldavie 2015-2016 - Hibernians FC Champion de Malte 2015-2016 - Rīgas FS Champion de Lettonie 2015 - KF Hajvalia Champion du Kosovo 2015-2016 | - ŽNK Pomurje Champion de Slovénie 2015-2016 - CF Benfica Champion du Portugal 2015-2016 - ŽNK SFK 2000 Sarajevo Champion de Bosnie-Herzégovine 2015-2016 - ŽNK Osijek Champion de Croatie 2015-2016 - FC Ramat Ha-Sharon Champion d'Israël 2015-2016 - FC NSA Sofia Champion de Bulgarie 2015-2016 - ŠK Slovan Bratislava Champion de Slovaquie 2015-2016 - Pärnu JK Champion d'Estonie 2015 - KÍ Klaksvík Champion des Îles Féroé 2015 - Cardiff Met ALFC Champion du pays de Galles 2015-2016 - ŽFK Dragon 2014 Champion de Macédoine 2015-2016 - Newry City LFC Champion d'Irlande du Nord 2015 - KF Vllaznia Shkodër Champion d'Albanie 2015-2016 - ŽFK Breznica Champion du Monténégro 2015-2016 - ARF Criuleni Champion de Moldavie 2015-2016 - Hibernians FC Champion de Malte 2015-2016 - Rīgas FS Champion de Lettonie 2015 - KF Hajvalia Champion du Kosovo 2015-2016 | - ŽNK Pomurje Champion de Slovénie 2015-2016 - CF Benfica Champion du Portugal 2015-2016 - ŽNK SFK 2000 Sarajevo Champion de Bosnie-Herzégovine 2015-2016 - ŽNK Osijek Champion de Croatie 2015-2016 - FC Ramat Ha-Sharon Champion d'Israël 2015-2016 - FC NSA Sofia Champion de Bulgarie 2015-2016 - ŠK Slovan Bratislava Champion de Slovaquie 2015-2016 - Pärnu JK Champion d'Estonie 2015 - KÍ Klaksvík Champion des Îles Féroé 2015 - Cardiff Met ALFC Champion du pays de Galles 2015-2016 - ŽFK Dragon 2014 Champion de Macédoine 2015-2016 - Newry City LFC Champion d'Irlande du Nord 2015 - KF Vllaznia Shkodër Champion d'Albanie 2015-2016 - ŽFK Breznica Champion du Monténégro 2015-2016 - ARF Criuleni Champion de Moldavie 2015-2016 - Hibernians FC Champion de Malte 2015-2016 - Rīgas FS Champion de Lettonie 2015 - KF Hajvalia Champion du Kosovo 2015-2016 | - ŽNK Pomurje Champion de Slovénie 2015-2016 - CF Benfica Champion du Portugal 2015-2016 - ŽNK SFK 2000 Sarajevo Champion de Bosnie-Herzégovine 2015-2016 - ŽNK Osijek Champion de Croatie 2015-2016 - FC Ramat Ha-Sharon Champion d'Israël 2015-2016 - FC NSA Sofia Champion de Bulgarie 2015-2016 - ŠK Slovan Bratislava Champion de Slovaquie 2015-2016 - Pärnu JK Champion d'Estonie 2015 - KÍ Klaksvík Champion des Îles Féroé 2015 - Cardiff Met ALFC Champion du pays de Galles 2015-2016 - ŽFK Dragon 2014 Champion de Macédoine 2015-2016 - Newry City LFC Champion d'Irlande du Nord 2015 - KF Vllaznia Shkodër Champion d'Albanie 2015-2016 - ŽFK Breznica Champion du Monténégro 2015-2016 - ARF Criuleni Champion de Moldavie 2015-2016 - Hibernians FC Champion de Malte 2015-2016 - Rīgas FS Champion de Lettonie 2015 - KF Hajvalia Champion du Kosovo 2015-2016 | - ŽNK Pomurje Champion de Slovénie 2015-2016 - CF Benfica Champion du Portugal 2015-2016 - ŽNK SFK 2000 Sarajevo Champion de Bosnie-Herzégovine 2015-2016 - ŽNK Osijek Champion de Croatie 2015-2016 - FC Ramat Ha-Sharon Champion d'Israël 2015-2016 - FC NSA Sofia Champion de Bulgarie 2015-2016 - ŠK Slovan Bratislava Champion de Slovaquie 2015-2016 - Pärnu JK Champion d'Estonie 2015 - KÍ Klaksvík Champion des Îles Féroé 2015 - Cardiff Met ALFC Champion du pays de Galles 2015-2016 - ŽFK Dragon 2014 Champion de Macédoine 2015-2016 - Newry City LFC Champion d'Irlande du Nord 2015 - KF Vllaznia Shkodër Champion d'Albanie 2015-2016 - ŽFK Breznica Champion du Monténégro 2015-2016 - ARF Criuleni Champion de Moldavie 2015-2016 - Hibernians FC Champion de Malte 2015-2016 - Rīgas FS Champion de Lettonie 2015 - KF Hajvalia Champion du Kosovo 2015-2016 | - ŽNK Pomurje Champion de Slovénie 2015-2016 - CF Benfica Champion du Portugal 2015-2016 - ŽNK SFK 2000 Sarajevo Champion de Bosnie-Herzégovine 2015-2016 - ŽNK Osijek Champion de Croatie 2015-2016 - FC Ramat Ha-Sharon Champion d'Israël 2015-2016 - FC NSA Sofia Champion de Bulgarie 2015-2016 - ŠK Slovan Bratislava Champion de Slovaquie 2015-2016 - Pärnu JK Champion d'Estonie 2015 - KÍ Klaksvík Champion des Îles Féroé 2015 - Cardiff Met ALFC Champion du pays de Galles 2015-2016 - ŽFK Dragon 2014 Champion de Macédoine 2015-2016 - Newry City LFC Champion d'Irlande du Nord 2015 - KF Vllaznia Shkodër Champion d'Albanie 2015-2016 - ŽFK Breznica Champion du Monténégro 2015-2016 - ARF Criuleni Champion de Moldavie 2015-2016 - Hibernians FC Champion de Malte 2015-2016 - Rīgas FS Champion de Lettonie 2015 - KF Hajvalia Champion du Kosovo 2015-2016 | - ŽNK Pomurje Champion de Slovénie 2015-2016 - CF Benfica Champion du Portugal 2015-2016 - ŽNK SFK 2000 Sarajevo Champion de Bosnie-Herzégovine 2015-2016 - ŽNK Osijek Champion de Croatie 2015-2016 - FC Ramat Ha-Sharon Champion d'Israël 2015-2016 - FC NSA Sofia Champion de Bulgarie 2015-2016 - ŠK Slovan Bratislava Champion de Slovaquie 2015-2016 - Pärnu JK Champion d'Estonie 2015 - KÍ Klaksvík Champion des Îles Féroé 2015 - Cardiff Met ALFC Champion du pays de Galles 2015-2016 - ŽFK Dragon 2014 Champion de Macédoine 2015-2016 - Newry City LFC Champion d'Irlande du Nord 2015 - KF Vllaznia Shkodër Champion d'Albanie 2015-2016 - ŽFK Breznica Champion du Monténégro 2015-2016 - ARF Criuleni Champion de Moldavie 2015-2016 - Hibernians FC Champion de Malte 2015-2016 - Rīgas FS Champion de Lettonie 2015 - KF Hajvalia Champion du Kosovo 2015-2016 |

## Calendrier
| Nom                           | Date tirage au sort | Date aller       | Date retour      | Nombre de participants | Nombre en lice |
| ----------------------------- | ------------------- | ---------------- | ---------------- | ---------------------- | -------------- |
| Phase de qualification (2016) |                     |                  |                  |                        |                |
| Phase de qualification        | 23 juin             | du 23 au 28 août | du 23 au 28 août | 36 pour 9 places       | 59 à 32        |
| Phase finale (2016-2017)      |                     |                  |                  |                        |                |
| Seizièmes de finale           | 1er septembre       | 5-6 octobre      | 12-13 octobre    | 32 (9 + 23)            | 32 à 16        |
| Huitièmes de finale           | 17 octobre          | 9-10 novembre    | 16-17 novembre   | 16                     | 16 à 8         |
| Quarts de finale              | 25 novembre         | 22-23 mars       | 29-30 mars       | 8                      | 8 à 4          |
| Demi-finales                  | 25 novembre         | 22-23 avril      | 29-30 avril      | 4                      | 4 à 2          |
| Finale                        | 25 novembre         | 1er juin         | 1er juin         | 2                      | 2 à 1          |

## Phase de qualification
La phase de groupes est composée de neuf groupes de quatre équipes et se déroule les 23, 25 et 28 août 2016. Les premiers de chaque groupe se qualifient pour les seizièmes de finale.

### Groupe 1
Les matchs se déroulent à Limassol et Paphos à Chypre.
| Rang | Équipe           | Pts | J | G | N | P | Bp | Bc | Diff |
| ---- | ---------------- | --- | - | - | - | - | -- | -- | ---- |
| 1    | Apollon Limassol | 7   | 3 | 2 | 1 | 0 | 9  | 3  | +6   |
| 2    | PAOK Salonique   | 3   | 3 | 0 | 3 | 0 | 5  | 5  | 0    |
| 3    | KF Hajvalia      | 2   | 3 | 0 | 2 | 1 | 2  | 3  | -1   |
| 4    | KÍ Klaksvík      | 2   | 3 | 0 | 2 | 1 | 2  | 7  | -5   |

| Résultats (▼dom., ►ext.) |  |     |     |     |
| Apollon Limassol         |  | 3-3 | 1-0 | 5-0 |
| PAOK Salonique           |  |     | 1-1 | 1-1 |
| KF Hajvalia              |  |     |     | 1-1 |
| KÍ Klaksvík              |  |     |     |     |

### Groupe 2
Les matchs se déroulent à Osijek et Vinkovci en Croatie.
| Rang | Équipe            | Pts | J | G | N | P | Bp | Bc | Diff |
| ---- | ----------------- | --- | - | - | - | - | -- | -- | ---- |
| 1    | FK Minsk          | 9   | 3 | 3 | 0 | 0 | 17 | 1  | +16  |
| 2    | Standard de Liège | 4   | 3 | 1 | 1 | 1 | 13 | 4  | +9   |
| 3    | ŽNK Osijek        | 4   | 3 | 1 | 1 | 1 | 15 | 7  | +8   |
| 4    | ŽFK Dragon 2014   | 0   | 3 | 0 | 0 | 3 | 1  | 34 | -33  |

| Résultats (▼dom., ►ext.) |  |     |     |      |
| FK Minsk                 |  | 3-1 | 5-0 | 9-0  |
| Standard de Liège        |  |     | 1-1 | 11-0 |
| ŽNK Osijek               |  |     |     | 14-1 |
| ŽFK Dragon 2014          |  |     |     |      |

### Groupe 3
Les matchs se déroulent à Cardiff et à Barry au pays de Galles.
| Rang | Équipe               | Pts | J | G | N | P | Bp | Bc | Diff |
| ---- | -------------------- | --- | - | - | - | - | -- | -- | ---- |
| 1    | Breiðablik Kopavogur | 7   | 3 | 2 | 1 | 0 | 14 | 1  | +13  |
| 2    | ŽFK Spartak Subotica | 7   | 3 | 2 | 1 | 0 | 6  | 3  | +3   |
| 3    | Cardiff Met ALFC     | 3   | 3 | 1 | 0 | 2 | 6  | 11 | -5   |
| 4    | FC NSA Sofia         | 0   | 3 | 0 | 0 | 3 | 0  | 11 | -11  |

| Résultats (▼dom., ►ext.) |  |     |     |     |
| Breiðablik Kopavogur     |  | 1-1 | 8-0 | 5-0 |
| ŽFK Spartak Subotica     |  |     | 3-2 | 2-0 |
| Cardiff Met ALFC         |  |     |     | 4-0 |
| FC NSA Sofia             |  |     |     |     |

### Groupe 4
Les matchs se déroulent à Konin et à Września, en Pologne.
| Rang | Équipe                  | Pts | J | G | N | P | Bp | Bc | Diff |
| ---- | ----------------------- | --- | - | - | - | - | -- | -- | ---- |
| 1    | Medyk Konin             | 9   | 3 | 3 | 0 | 0 | 13 | 1  | +12  |
| 2    | CFF Olimpia Cluj-Napoca | 6   | 3 | 2 | 0 | 1 | 18 | 4  | +14  |
| 3    | Pärnu JK                | 1   | 3 | 0 | 1 | 2 | 3  | 10 | -7   |
| 4    | ŽFK Breznica            | 1   | 3 | 0 | 1 | 2 | 2  | 21 | -19  |

| Résultats (▼dom., ►ext.) |  |     |     |      |
| Medyk Konin              |  | 3-1 | 1-0 | 9-0  |
| CFF Olimpia Cluj-Napoca  |  |     | 7-1 | 10-0 |
| Pärnu JK                 |  |     |     | 2-2  |
| ŽFK Breznica             |  |     |     |      |

### Groupe 5
Les matchs se déroulent à Beltinci et à Lendava, en Slovénie.
| Rang | Équipe               | Pts | J | G | N | P | Bp | Bc | Diff |
| ---- | -------------------- | --- | - | - | - | - | -- | -- | ---- |
| 1    | FC Zürich Frauen     | 9   | 3 | 3 | 0 | 0 | 11 | 1  | +10  |
| 2    | ŽNK Pomurje          | 6   | 3 | 2 | 0 | 1 | 10 | 8  | +2   |
| 3    | ŠK Slovan Bratislava | 3   | 3 | 1 | 0 | 2 | 5  | 8  | -3   |
| 4    | KF Vllaznia Shkodër  | 0   | 3 | 0 | 0 | 3 | 2  | 11 | -9   |

| Résultats (▼dom., ►ext.) |  |     |     |     |
| FC Zürich Frauen         |  | 5-0 | 3-1 | 3-0 |
| ŽNK Pomurje              |  |     | 4-2 | 6-1 |
| ŠK Slovan Bratislava     |  |     |     | 2-1 |
| KF Vllaznia Shkodër      |  |     |     |     |

### Groupe 6
Les matchs se déroulent à Sarajevo, en Bosnie-Herzégovine.
| Rang | Équipe                | Pts | J | G | N | P | Bp | Bc | Diff |
| ---- | --------------------- | --- | - | - | - | - | -- | -- | ---- |
| 1    | ŽNK SFK 2000 Sarajevo | 7   | 3 | 2 | 1 | 0 | 6  | 2  | +4   |
| 2    | FC Ramat Ha-Sharon    | 6   | 3 | 2 | 0 | 1 | 5  | 1  | +4   |
| 3    | Zhytlobud-1 Kharkiv   | 4   | 3 | 1 | 1 | 1 | 4  | 3  | +1   |
| 4    | Rīgas FS              | 0   | 3 | 0 | 0 | 3 | 0  | 9  | -9   |

| Résultats (▼dom., ►ext.) |  |     |     |     |
| ŽNK SFK 2000 Sarajevo    |  | 1-0 | 2-2 | 3-0 |
| FC Ramat Ha-Sharon       |  |     | 1-0 | 4-0 |
| Zhytlobud-1 Kharkiv      |  |     |     | 2-0 |
| Rīgas FS                 |  |     |     |     |

### Groupe 7
Les matchs se déroulent à Wexford et Waterford, en Irlande.
| Rang | Équipe                  | Pts | J | G | N | P | Bp | Bc | Diff |
| ---- | ----------------------- | --- | - | - | - | - | -- | -- | ---- |
| 1    | BIIK Kazygurt           | 9   | 3 | 3 | 0 | 0 | 9  | 1  | +8   |
| 2    | FK Gintra Universitetas | 6   | 3 | 2 | 0 | 1 | 15 | 4  | +11  |
| 3    | Wexford Youths WFC      | 1   | 3 | 0 | 1 | 2 | 2  | 5  | -3   |
| 4    | ARF Criuleni            | 1   | 3 | 0 | 1 | 2 | 0  | 16 | -16  |

| Résultats (▼dom., ►ext.) |  |     |     |      |
| BIIK Kazygurt            |  | 3-0 | 3-1 | 3-0  |
| FK Gintra Universitetas  |  |     | 2-1 | 13-0 |
| Wexford Youths WFC       |  |     |     | 0-0  |
| ARF Criuleni             |  |     |     |      |

### Groupe 8
Les matchs se déroulent à Vantaa et Helsinki, en Finlande.
| Rang | Équipe         | Pts | J | G | N | P | Bp | Bc | Diff |
| ---- | -------------- | --- | - | - | - | - | -- | -- | ---- |
| 1    | Avaldsnes IL   | 9   | 3 | 3 | 0 | 0 | 19 | 1  | +18  |
| 2    | CF Benfica     | 6   | 3 | 2 | 0 | 1 | 8  | 7  | +1   |
| 3    | PK-35 Vantaa   | 3   | 3 | 1 | 0 | 2 | 3  | 4  | -1   |
| 4    | Newry City LFC | 0   | 3 | 0 | 0 | 3 | 0  | 18 | -18  |

| Résultats (▼dom., ►ext.) |  |     |     |      |
| Avaldsnes IL             |  | 6-1 | 2-0 | 11-0 |
| CF Benfica               |  |     | 2-1 | 5-0  |
| PK-35 Vantaa             |  |     |     | 2-0  |
| Newry City LFC           |  |     |     |      |

### Groupe 9
Les matchs se déroulent à Oldenzaal et à Geesteren, aux Pays-Bas.
| Rang | Équipe             | Pts | J | G | N | P | Bp | Bc | Diff |
| ---- | ------------------ | --- | - | - | - | - | -- | -- | ---- |
| 1    | FC Twente          | 9   | 3 | 3 | 0 | 0 | 17 | 3  | +14  |
| 2    | Ferencváros TC     | 6   | 3 | 2 | 0 | 1 | 7  | 2  | +5   |
| 3    | Konak Belediyespor | 3   | 3 | 1 | 0 | 2 | 7  | 8  | -1   |
| 4    | Hibernians FC      | 0   | 3 | 0 | 0 | 3 | 0  | 18 | -18  |

| Résultats (▼dom., ►ext.) |  |     |     |     |
| FC Twente                |  | 2-1 | 6-2 | 9-0 |
| Ferencváros TC           |  |     | 2-0 | 4-0 |
| Konak Belediyespor       |  |     |     | 5-0 |
| Hibernians FC            |  |     |     |     |

## Phase finale
Slavia Prague
Sparta Prague

### Seizièmes de finale
Le tirage au sort a lieu le 1er septembre 2016 à Nyon. Les matchs ont lieu les 5-6 et 12-13 octobre 2016.
| Équipe                         | Aller | Total  | Retour   | Équipe                |
| ------------------------------ | ----- | ------ | -------- | --------------------- |
| Sturm Graz                     | 0 - 6 | 0 - 9  | 0 - 3    | FC Zürich Frauen      |
| Breiðablik Kopavogur           | 0 - 1 | 0 - 1  | 0 - 0    | FC Rosengård          |
| Lillestrøm Sportsklubb Kvinner | 3 - 1 | 4 - 5  | 1 - 4    | Paris Saint-Germain   |
| Avaldsnes IL                   | 2 - 5 | 2 - 10 | 0 - 5    | Olympique lyonnais    |
| Eskilstuna United DFF          | 1 - 0 | 3 - 1  | 2 - 1    | Glasgow City LFC      |
| ŽNK SFK 2000 Sarajevo          | 0 - 0 | 1 - 2  | 1 - 2    | WFC Rossiyanka        |
| Chelsea LFC                    | 0 - 3 | 1 - 4  | 1 - 1    | VfL Wolfsbourg        |
| FC Twente                      | 2 - 0 | 5 - 1  | 3 - 1    | Sparta Prague         |
| Apollon Limassol               | 1 - 1 | 3 - 4  | 2 - 3    | Slavia Prague         |
| Athletic Bilbao                | 2 - 1 | 3 - 4  | 1 - 3 ap | Fortuna Hjørring      |
| FK Minsk                       | 0 - 3 | 1 - 5  | 1 - 2    | FC Barcelone          |
| Medyk Konin                    | 4 - 3 | 6 - 6E | 2 - 3    | ACF Brescia Femminile |
| Manchester City WFC            | 2 - 0 | 6 - 0  | 4 - 0    | Zvezda 2005           |
| BIIK Kazygurt                  | 3 - 1 | 4 - 2  | 1 - 1    | ASD AGSM Vérone       |
| Hibernian Ladies FC            | 0 - 6 | 1 - 10 | 1 - 4    | Bayern Munich         |
| FSK Sankt Pölten-Spratzern     | 0 - 2 | 2 - 4  | 2 - 2    | Brøndby IF            |

### Huitièmes de finale
Le tirage au sort a lieu le 17 octobre 2016 à Nyon. Les matchs ont lieu les 9-10 et 16-17 novembre 2016.
| Équipe                | Aller | Total  | Retour | Équipe              |
| --------------------- | ----- | ------ | ------ | ------------------- |
| BIIK Kazygurt         | 0 - 3 | 1 - 7  | 1 - 4  | Paris Saint-Germain |
| FC Barcelone          | 1 - 0 | 5 - 0  | 4 - 0  | FC Twente           |
| Slavia Prague         | 1 - 3 | 1 - 6  | 0 - 3  | FC Rosengård        |
| Manchester City WFC   | 1 - 0 | 2 - 1  | 1 - 1  | Brøndby IF          |
| ACF Brescia Femminile | 0 - 1 | 1 - 4  | 1 - 3  | Fortuna Hjørring    |
| Olympique lyonnais    | 8 - 0 | 17 - 0 | 9 - 0  | FC Zürich Frauen    |
| Eskilstuna United DFF | 1 - 5 | 1 - 8  | 0 - 3  | VfL Wolfsbourg      |
| Bayern Munich         | 4 - 0 | 8 - 0  | 4 - 0  | WFC Rossiyanka      |

### Tableau final
|  | Quarts de finale         | Quarts de finale         | Quarts de finale         | Quarts de finale         |                     |                     | Demi-finales              | Demi-finales              | Demi-finales              | Demi-finales              |  |  | Finale        | Finale        | Finale        | Finale        |
|  |                          |                          |                          |                          |                     |                     |                           |                           |                           |                           |  |  |               |               |               |               |
|  | 22-23 et 29-30 mars 2017 | 22-23 et 29-30 mars 2017 | 22-23 et 29-30 mars 2017 | 22-23 et 29-30 mars 2017 |                     |                     | 22-23 et 29-30 avril 2017 | 22-23 et 29-30 avril 2017 | 22-23 et 29-30 avril 2017 | 22-23 et 29-30 avril 2017 |  |  | 1er juin 2017 | 1er juin 2017 | 1er juin 2017 | 1er juin 2017 |
|  | 22-23 et 29-30 mars 2017 | 22-23 et 29-30 mars 2017 | 22-23 et 29-30 mars 2017 | 22-23 et 29-30 mars 2017 |                     |                     | 22-23 et 29-30 avril 2017 | 22-23 et 29-30 avril 2017 | 22-23 et 29-30 avril 2017 | 22-23 et 29-30 avril 2017 |  |  | 1er juin 2017 | 1er juin 2017 | 1er juin 2017 | 1er juin 2017 |
|  | Fortuna Hjørring         | Fortuna Hjørring         | 0                        | 0                        |                     |                     | 22-23 et 29-30 avril 2017 | 22-23 et 29-30 avril 2017 | 22-23 et 29-30 avril 2017 | 22-23 et 29-30 avril 2017 |  |  | 1er juin 2017 | 1er juin 2017 | 1er juin 2017 | 1er juin 2017 |
|  | Fortuna Hjørring         | Fortuna Hjørring         | 0                        | 0                        |                     |                     | 22-23 et 29-30 avril 2017 | 22-23 et 29-30 avril 2017 | 22-23 et 29-30 avril 2017 | 22-23 et 29-30 avril 2017 |  |  | 1er juin 2017 | 1er juin 2017 | 1er juin 2017 | 1er juin 2017 |
|  | Manchester City WFC      | Manchester City WFC      | 1                        | 1                        |                     |                     | 22-23 et 29-30 avril 2017 | 22-23 et 29-30 avril 2017 | 22-23 et 29-30 avril 2017 | 22-23 et 29-30 avril 2017 |  |  | 1er juin 2017 | 1er juin 2017 | 1er juin 2017 | 1er juin 2017 |
|  | Manchester City WFC      | Manchester City WFC      | 1                        | 1                        | Manchester City WFC | Manchester City WFC | 1                         | 1                         |                           |                           |  |  | 1er juin 2017 | 1er juin 2017 | 1er juin 2017 | 1er juin 2017 |
|  | 22-23 et 29-30 mars 2017 |                          |                          |                          | Manchester City WFC | Manchester City WFC | 1                         | 1                         |                           |                           |  |  | 1er juin 2017 | 1er juin 2017 | 1er juin 2017 | 1er juin 2017 |
|  |                          |                          | Olympique lyonnais       | Olympique lyonnais       | 3                   | 0                   |                           |                           |                           |                           |  |  | 1er juin 2017 | 1er juin 2017 | 1er juin 2017 | 1er juin 2017 |
|  | VfL Wolfsbourg           | VfL Wolfsbourg           | Olympique lyonnais       | Olympique lyonnais       | 3                   | 0                   | 0                         | 1                         |                           |                           |  |  | 1er juin 2017 | 1er juin 2017 | 1er juin 2017 | 1er juin 2017 |
|  | VfL Wolfsbourg           | VfL Wolfsbourg           | 22 et 29 avril 2017      |                          |                     |                     | 0                         | 1                         |                           |                           |  |  | 1er juin 2017 | 1er juin 2017 | 1er juin 2017 | 1er juin 2017 |
|  | Olympique lyonnais       | Olympique lyonnais       | 2                        | 0                        |                     |                     |                           |                           |                           |                           |  |  | 1er juin 2017 | 1er juin 2017 | 1er juin 2017 | 1er juin 2017 |
|  | Olympique lyonnais       | Olympique lyonnais       | 2                        | 0                        | Olympique lyonnais  | Olympique lyonnais  | 0 (7)                     | 0 (7)                     |                           |                           |  |  |               |               |               |               |
|  | 22-23 et 29-30 mars 2017 |                          |                          |                          | Olympique lyonnais  | Olympique lyonnais  | 0 (7)                     | 0 (7)                     |                           |                           |  |  |               |               |               |               |
|  |                          |                          | Paris Saint-Germain      | Paris Saint-Germain      | 0 (6)               | 0 (6)               |                           |                           |                           |                           |  |  |               |               |               |               |
|  | FC Rosengård             | FC Rosengård             | Paris Saint-Germain      | Paris Saint-Germain      | 0 (6)               | 0 (6)               | 0                         | 0                         |                           |                           |  |  |               |               |               |               |
|  | FC Rosengård             | FC Rosengård             |                          |                          |                     |                     |                           |                           |                           |                           |  |  |               |               |               |               |
|  | FC Barcelone             | FC Barcelone             | 1                        | 2                        |                     |                     |                           |                           |                           |                           |  |  |               |               |               |               |
|  | FC Barcelone             | FC Barcelone             | 1                        | 2                        | FC Barcelone        | FC Barcelone        | 1                         | 0                         |                           |                           |  |  |               |               |               |               |
|  | 22-23 et 29-30 mars 2017 |                          |                          |                          | FC Barcelone        | FC Barcelone        | 1                         | 0                         |                           |                           |  |  |               |               |               |               |
|  |                          |                          | Paris Saint-Germain      | Paris Saint-Germain      | 3                   | 2                   |                           |                           |                           |                           |  |  |               |               |               |               |
|  | Bayern Munich            | Bayern Munich            | Paris Saint-Germain      | Paris Saint-Germain      | 3                   | 2                   | 1                         | 0                         |                           |                           |  |  |               |               |               |               |
|  | Bayern Munich            | Bayern Munich            |                          |                          |                     |                     |                           | 0                         |                           |                           |  |  |               |               |               |               |
|  | Paris Saint-Germain      | Paris Saint-Germain      | 0                        | 4                        |                     |                     |                           |                           |                           |                           |  |  |               |               |               |               |
|  | Paris Saint-Germain      | Paris Saint-Germain      | 0                        | 4                        |                     |                     |                           |                           |                           |                           |  |  |               |               |               |               |
|  |                          |                          |                          |                          |                     |                     |                           |                           |                           |                           |  |  |               |               |               |               |

( ) = Tirs au but ; ap = Après prolongation ; e = Victoire aux buts marqués à l'extérieur ; f = Victoire par forfait

### Quarts de finale
Les équipes qualifiées pour les quarts de finale sont :
- Olympique lyonnais
- VfL Wolfsbourg
- Bayern Munich
- FC Rosengård
- Paris Saint-Germain
- FC Barcelone
- Fortuna Hjørring
- Manchester City WFC

Les matchs ont lieu les 22-23 et 29-30 mars 2017.
| Équipe           | Aller | Total | Retour | Équipe              |
| ---------------- | ----- | ----- | ------ | ------------------- |
| Fortuna Hjørring | 0 - 1 | 0 - 2 | 0 - 1  | Manchester City WFC |
| FC Rosengård     | 0 - 1 | 0 - 3 | 0 - 2  | FC Barcelone        |
| VfL Wolfsbourg   | 0 - 2 | 1 - 2 | 1 - 0  | Olympique lyonnais  |
| Bayern Munich    | 1 - 0 | 1 - 4 | 0 - 4  | Paris Saint-Germain |

### Demi-finales
Les matchs ont lieu les 22 et 29 avril 2017.
| Équipe              | Aller | Total | Retour | Équipe              |
| ------------------- | ----- | ----- | ------ | ------------------- |
| Manchester City WFC | 1 - 3 | 2 - 3 | 1 - 0  | Olympique lyonnais  |
| FC Barcelone        | 1 - 3 | 1 - 5 | 0 - 2  | Paris Saint-Germain |

### Finale
| 1er juin 2017 | Olympique lyonnais | 0 – 0 a. p.       | Paris Saint-Germain | Cardiff City Stadium, Cardiff                                                                               | |
| 20 h 45 CEST  | |                   | | Spectateurs : 22 433 Arbitrage : Bibiana Steinhaus Christina Biehl (a) Katrin Rafalski (a) Riem Hussein (q) | Spectateurs : 22 433 Arbitrage : Bibiana Steinhaus Christina Biehl (a) Katrin Rafalski (a) Riem Hussein (q) |
| 20 h 45 CEST  | Amel Majri · Eugénie Le Sommer · Wendie Renard · Griedge Mbock · Saki Kumagai · Dzsenifer Marozsán · Camille Abily · Sarah Bouhaddi | Tirs au but 7 - 6 | Cristiane · Sabrina Delannoy · Grace Geyoro · Marie-Laure Delie · Formiga · Verónica Boquete · Ashley Lawrence · Katarzyna Kiedrzynek | Spectateurs : 22 433 Arbitrage : Bibiana Steinhaus Christina Biehl (a) Katrin Rafalski (a) Riem Hussein (q) | Spectateurs : 22 433 Arbitrage : Bibiana Steinhaus Christina Biehl (a) Katrin Rafalski (a) Riem Hussein (q) |

| G               | 26 | Sarah Bouhaddi     |   |      |   |      |
| D               | 29 | Griedge Mbock      |   |      |   |      |
| D               | 21 | Kadeisha Buchanan  |   |      |   |      |
| D               | 3  | Wendie Renard      |   |      |   |      |
| D               | 7  | Amel Majri         |   |      |   |      |
| M               | 5  | Saki Kumagai       | 0 | 66e  |   |      |
| M               | 23 | Camille Abily      |   |      |   |      |
| A               | 9  | Eugénie Le Sommer  |   |      |   |      |
| M               | 10 | Dzsenifer Marozsán |   |      |   |      |
| A               | 31 | Alex Morgan        | 0 | 23e  |   |      |
| A               | 14 | Ada Hegerberg      | 0 | 60e  |   |      |
| Remplaçantes :  |    |                    |   |      |   |      |
| A               | 8  | Claire Lavogez     | 0 | 107e |   |      |
| A               | 12 | Élodie Thomis      | 0 | 23e  | 0 | 107e |
| A               | 22 | Pauline Bremer     | 0 | 60e  |   |      |
| Entraîneur :    |    |                    |   |      |   |      |
| Gérard Prêcheur |    |                    |   |      |   |      |

| G              | 1  | Katarzyna Kiedrzynek |   |       |   |     |
| D              | 26 | Grace Geyoro         |   |       |   |     |
| D              | 5  | Sabrina Delannoy     |   |       |   |     |
| D              | 14 | Irene Paredes        |   |       |   |     |
| M              | 7  | Aminata Diallo       | 0 | 55e   | 0 | 57e |
| M              | 28 | Shirley Cruz Traña   | 0 | 80e   |   |     |
| M              | 17 | Eve Périsset         | 0 | 90+4e |   |     |
| M              | 17 | Formiga              |   |       |   |     |
| M              | 21 | Ashley Lawrence      |   |       |   |     |
| A              | 10 | Cristiane            |   |       |   |     |
| A              | 18 | Marie-Laure Delie    |   |       |   |     |
| Remplaçantes : |    |                      |   |       |   |     |
| D              | 4  | Laura Georges        |   | 80e   | 0 | 81e |
| D              | 20 | Perle Morroni        |   | 90+4e |   |     |
| A              | 21 | Verónica Boquete     |   | 57e   |   |     |
| Entraîneur :   |    |                      |   |       |   |     |
| Patrice Lair   |    |                      |   |       |   |     |

| Champion d'Europe 2017             |
| ---------------------------------- |
| Drapeau de la France               |
| Olympique lyonnais Quatrième Titre |

## Statistiques

### Buteuses
Source : fbref.com
| Rang | Joueuse           | Équipe              | Buts | Min. jouées |
| ---- | ----------------- | ------------------- | ---- | ----------- |
| 1.   | Zsanett Jakabfi   | VfL Wolfsburg       | 8    | 341         |
| 2.   | Vivianne Miedema  | Bayern Munich       | 8    | 415         |
| 3.   | Cristiane         | Paris Saint-Germain | 6    | 719         |
| 4.   | Eugénie Le Sommer | Olympique lyonnais  | 6    | 732         |
| 5.   | Jennifer Hermoso  | FC Barcelone        | 5    | 720         |
| 6.   | Camille Abily     | Olympique lyonnais  | 5    | 782         |
| 7.   | Ada Hegerberg     | Olympique lyonnais  | 4    | 568         |
| 8.   | Saki Kumagai      | Olympique lyonnais  | 4    | 722         |

### Passeuses
| Rang | Joueuse            | Équipe              | Passes d. | Min. jouées |
| ---- | ------------------ | ------------------- | --------- | ----------- |
| 1.   | Lara Dickenmann    | VfL Wolfsburg       | 4         | 483         |
| 2.   | Dzsenifer Marozsán | Olympique lyonnais  | 4         | 771         |
| 3.   | Camille Abily      | Olympique lyonnais  | 4         | 782         |
| 4.   | Katharina Baunach  | Bayern Munich       | 3         | 369         |
| 5.   | Verena Faißt       | Bayern Munich       | 3         | 400         |
| 6.   | Sara Däbritz       | Bayern Munich       | 3         | 409         |
| 7.   | Ada Hegerberg      | Olympique lyonnais  | 3         | 568         |
| 8.   | Florentina Spânu   | Fortuna Hjørring    | 3         | 570         |
| 9.   | Shirley Cruz Traña | Paris Saint-Germain | 3         | 731         |
| 10.  | Amel Majri         | Olympique lyonnais  | 3         | 750         |

### Clean sheets
| Rang | Joueuse              | Équipe              | Clean sheets | Matches joués |
| ---- | -------------------- | ------------------- | ------------ | ------------- |
| 1.   | Karen Bardsley       | Manchester City     | 6            | 8             |
| 2.   | Sandra Paños         | FC Barcelone        | 5            | 7             |
| 3.   | Sarah Bouhaddi       | Olympique lyonnais  | 5            | 9             |
| 4.   | Tinja-Riikka Korpela | Bayern Munich       | 4            | 5             |
| 5.   | Katarzyna Kiedrzynek | Paris Saint-Germain | 4            | 8             |
| 6.   | Zećira Mušović       | FC Rosengård        | 3            | 6             |
| 6.   | Almuth Schult        | VfL Wolfsburg       | 3            | 6             |

### Nombre d'équipes par association et par tour
L'ordre des fédérations est établi suivant le classement UEFA des pays en 2016.
| Association        |  | Tour de qualification | Qualif. directes | Seizièmes de finale              | Huitièmes de finale     | Quarts de finale     | Demi-finales      | Finale           |
| ------------------ |  | --------------------- | ---------------- | -------------------------------- | ----------------------- | -------------------- | ----------------- | ---------------- |
| Allemagne          |  |                       | +2               | 2 Munich, Wolfsbourg             | 2 Munich, Wolfsbourg    | 2 Munich, Wolfsbourg |                   |                  |
| France             |  |                       | +2               | 2 Lyon, Paris SG                 | 2 Lyon, Paris SG        | 2 Lyon, Paris SG     | 2 Lyon, Paris SG  | 2 Lyon, Paris SG |
| Suède              |  |                       | +2               | 2 Rosengård, Eskilstuna          | 2 Rosengård, Eskilstuna | 1 Rosengård          |                   |                  |
| Angleterre         |  |                       | +2               | 2 Chelsea, Manchester City       | 1 Manchester City       | 1 Manchester City    | 1 Manchester City |                  |
| Russie             |  |                       | +2               | 2 Zvezda, Rossiyanka             | 1 Rossiyanka            |                      |                   |                  |
| Espagne            |  |                       | +2               | 2 Bilbao, FC Barcelone           | 1 FC Barcelone          | 1 FC Barcelone       | 1 FC Barcelone    |                  |
| Danemark           |  |                       | +2               | 2 Hjørring, Brøndby              | 2 Hjørring, Brøndby     | 1 Hjørring           |                   |                  |
| Italie             |  |                       | +2               | 2 Brescia, Vérone                | 1 Brescia               |                      |                   |                  |
| Autriche           |  |                       | +2               | 2 Sankt Pölten, Graz             |                         |                      |                   |                  |
| République tchèque |  |                       | +2               | 2 Slavia Prague, Sparta Prague   | 1 Slavia Prague         |                      |                   |                  |
| Écosse             |  |                       | +2               | 2 Glasgow City, Hibernian Ladies |                         |                      |                   |                  |
| Norvège            |  | 1 Avaldsnes           | +1               | 2 Lillestrøm, Avaldsnes          |                         |                      |                   |                  |
| Suisse             |  | 1 Zürich              | +0               | 1 Zürich                         | 1 Zürich                |                      |                   |                  |
| Chypre             |  | 1 Apollon Limassol    | +0               | 1 Apollon Limassol               |                         |                      |                   |                  |
| Pologne            |  | 1 Konin               | +0               | 1 Konin                          |                         |                      |                   |                  |
| Kazakhstan         |  | 1 Kazygurt            | +0               | 1 Kazygurt                       | 1 Kazygurt              |                      |                   |                  |
| Pays-Bas           |  | 1 Twente              | +0               | 1 Twente                         | 1 Twente                |                      |                   |                  |
| Islande            |  | 1 Kópavogur           | +0               | 1 Kópavogur                      |                         |                      |                   |                  |
| Belgique           |  | 1 Standard Liège      | +0               |                                  |                         |                      |                   |                  |
| Hongrie            |  | 1 Ferencváros         | +0               |                                  |                         |                      |                   |                  |
| Serbie             |  | 1 Subotica            | +0               |                                  |                         |                      |                   |                  |
| Roumanie           |  | 1 Cluj                | +0               |                                  |                         |                      |                   |                  |
| Finlande           |  | 1 PK-35               | +0               |                                  |                         |                      |                   |                  |
| Lituanie           |  | 1 Gintra Univ.        | +0               |                                  |                         |                      |                   |                  |
| Irlande            |  | 1 Wexford             | +0               |                                  |                         |                      |                   |                  |
| Turquie            |  | 1 Konak               | +0               |                                  |                         |                      |                   |                  |
| Ukraine            |  | 1 Kharkiv             | +0               |                                  |                         |                      |                   |                  |
| Biélorussie        |  | 1 Minsk               | +0               | 1 Minsk                          |                         |                      |                   |                  |
| Grèce              |  | 1 PAOK Salonique      | +0               |                                  |                         |                      |                   |                  |
| Slovénie           |  | 1 Pomurje             | +0               |                                  |                         |                      |                   |                  |
| Portugal           |  | 1 Benfica             | +0               |                                  |                         |                      |                   |                  |
| Bosnie Herzégovine |  | 1 Sarajevo            | +0               | 1 Sarajevo                       |                         |                      |                   |                  |
| Croatie            |  | 1 Osijek              | +0               |                                  |                         |                      |                   |                  |
| Israël             |  | 1 Ramat Ha-Sharon     | +0               |                                  |                         |                      |                   |                  |
| Bulgarie           |  | 1 Sofia               | +0               |                                  |                         |                      |                   |                  |
| Slovaquie          |  | 1 Slovan Bratislava   | +0               |                                  |                         |                      |                   |                  |
| Estonie            |  | 1 Pärnu               | +0               |                                  |                         |                      |                   |                  |
| Îles Féroé         |  | 1 Klaksvík            | +0               |                                  |                         |                      |                   |                  |
| Pays de Galles     |  | 1 Cardiff Met.        | +0               |                                  |                         |                      |                   |                  |
| Macédoine          |  | 1 Dragon 2014         | +0               |                                  |                         |                      |                   |                  |
| Irlande du Nord    |  | 1 Newry City          | +0               |                                  |                         |                      |                   |                  |
| Albanie            |  | 1 Vllaznia Shkodër    | +0               |                                  |                         |                      |                   |                  |
| Monténégro         |  | 1 Breznica            | +0               |                                  |                         |                      |                   |                  |
| Moldavie           |  | 1 Criuleni            | +0               |                                  |                         |                      |                   |                  |
| Malte              |  | 1 Hibernians FC       | +0               |                                  |                         |                      |                   |                  |
| Lettonie           |  | 1 Rīgas               | +0               |                                  |                         |                      |                   |                  |
| Kosovo             |  | 1 Hajvalia            | +0               |                                  |                         |                      |                   |                  |